# XV династия
XV династия (гиксосская) — одна из династий фараонов, правивших в Древнем Египте во время так называемого Второго переходного периода в XVII—XVI веках до н. э. в противовес XIII, XIV, XVI и XVII династиям).
Династию образовали гиксосы, которые вторглись в Египет, постепенно подчинив себе его большую часть. Однако ряд правителей сохранили определённую независимость. Правившие в Фивах фараоны XVII династии начали войну против гиксосов. В итоге последний фараон XV династии был свергнут фиванским фараоном Яхмосом (I), основавшим XVIII династию и создавшим Новое царство.

## История
Согласно Манефону гиксосы вторглись в Египет и захватили его, образовав XV династию, заменив при этом XIII и XIV династии. Однако современные археологические находки, сделанные в Эдфу в 2010—2011 годах нашей эры, показали, что XV династия уже существовала в середине правления XIII династии. Были обнаружены как печати с картушем гиксосского фараона Хиана, так и печати с картушем фараона из XIII династии Собекхотепа IV. Контексты данных печатей показывают, что данные фараоны были современниками, из чего можно сделать вывод, что во время правления Собекхотепа IV, одного из могущественных представителей XIII династии, её представители уже не контролировала весь Египет, в это время часть Нижнего Египта уже контролировалась гиксосами.
Евсевий Кесарийский, цитируя Манефона, сообщает, что в династии было 17 фараонов, правивших 250 лет.
Египтологи дают разную хронологию правления династии:
- Э. Бикерман указывает её совместно с XVI династией и без дат.
- 1648/1645—1539/1536 гг. до н. э. (ок. 110 лет) — по Ю. фон Бекерату.
- ? — ок. 1530 гг. до н. э. — по Э. Хорнунгу, Р. Крауссу и Д. Уорбертону.

Династия контролировала север Египта. Туринский царский список называет 6 фараонов, которые правили 108 лет. По мнению ряда египтологов, существовало 2 фараона с именем Апопи (Апопи I и Апопи II). Это связано с упоминанием двух преноменов — Аусерра и Акененра. Однако египтолог Ким Рихольт предположил, что существовал только один фараон Апопи, который правил больше 40 лет и использовал 2 разных преномена.

## Список фараонов
| Фараон                   | Правление | Примечания |
| ------------------------ | --------- | ---------- |
| Салитис                  |           |            |
| Шеши                     |           |            |
| Якубхер                  |           |            |
| Хиан                     |           |            |
| Апопи (Апофис, Ааусерра) | 1585—1545 |            |
| Хамуди                   | 1555—1544 |            |